# Karin Korte

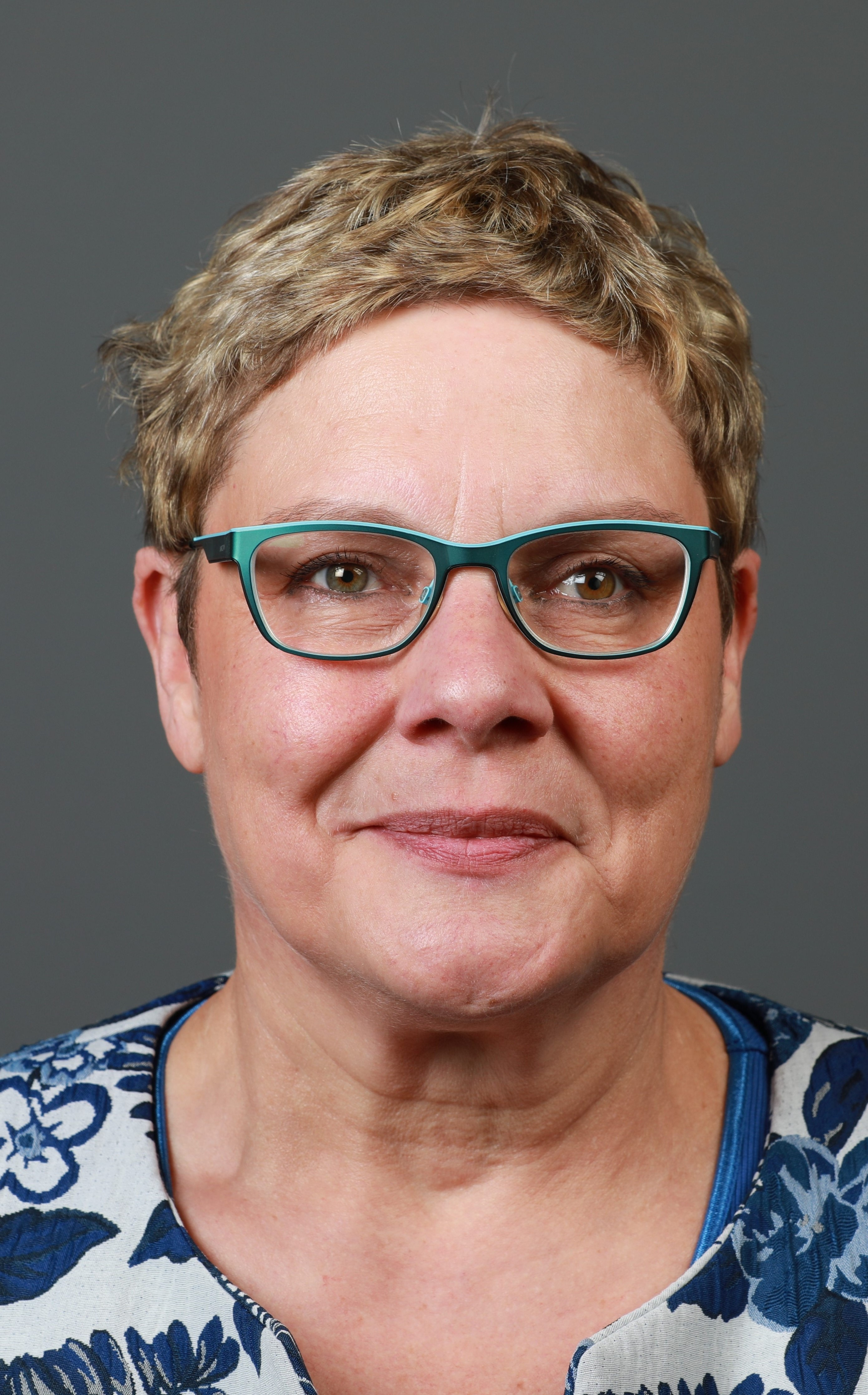
Karin Korte (2017)

Karin Korte (* 22. Oktober 1960 in Nettesheim) ist eine deutsche Politikerin (SPD) und seit 2018 Bezirksstadträtin in Berlin-Neukölln. Zuvor war sie seit 2016 Mitglied des Abgeordnetenhauses von Berlin.

## Leben
Karin Korte legte im Jahr 1979 das Abitur am Städtischen Gymnasium Dormagen ab. Sie studierte Sozialarbeit an der Katholischen Fachhochschule Aachen. Im Jahr 1984 zog sie nach Berlin. Seitdem arbeitete sie in verschiedenen öffentlichen Berliner Kultureinrichtungen und Bezirksverwaltungen.
Sie ist verheiratet und hat zwei erwachsene Kinder.

## Politik
Im Jahr 2013 trat Korte der SPD im Bezirk Neukölln bei. Bei der Wahl zum Abgeordnetenhaus von Berlin 2016 gewann sie mit 32,9 % der Erststimmen das Direktmandat im Wahlkreis Neukölln 6 in der Gropiusstadt.
Im Abgeordnetenhaus amtierte sie als integrationspolitische Sprecherin der SPD-Fraktion. Sie war Mitglied in den Ausschüssen für Kulturelle Angelegenheiten, Bürgerschaftliches Engagement und Partizipation sowie Integration, Arbeit und Soziales.

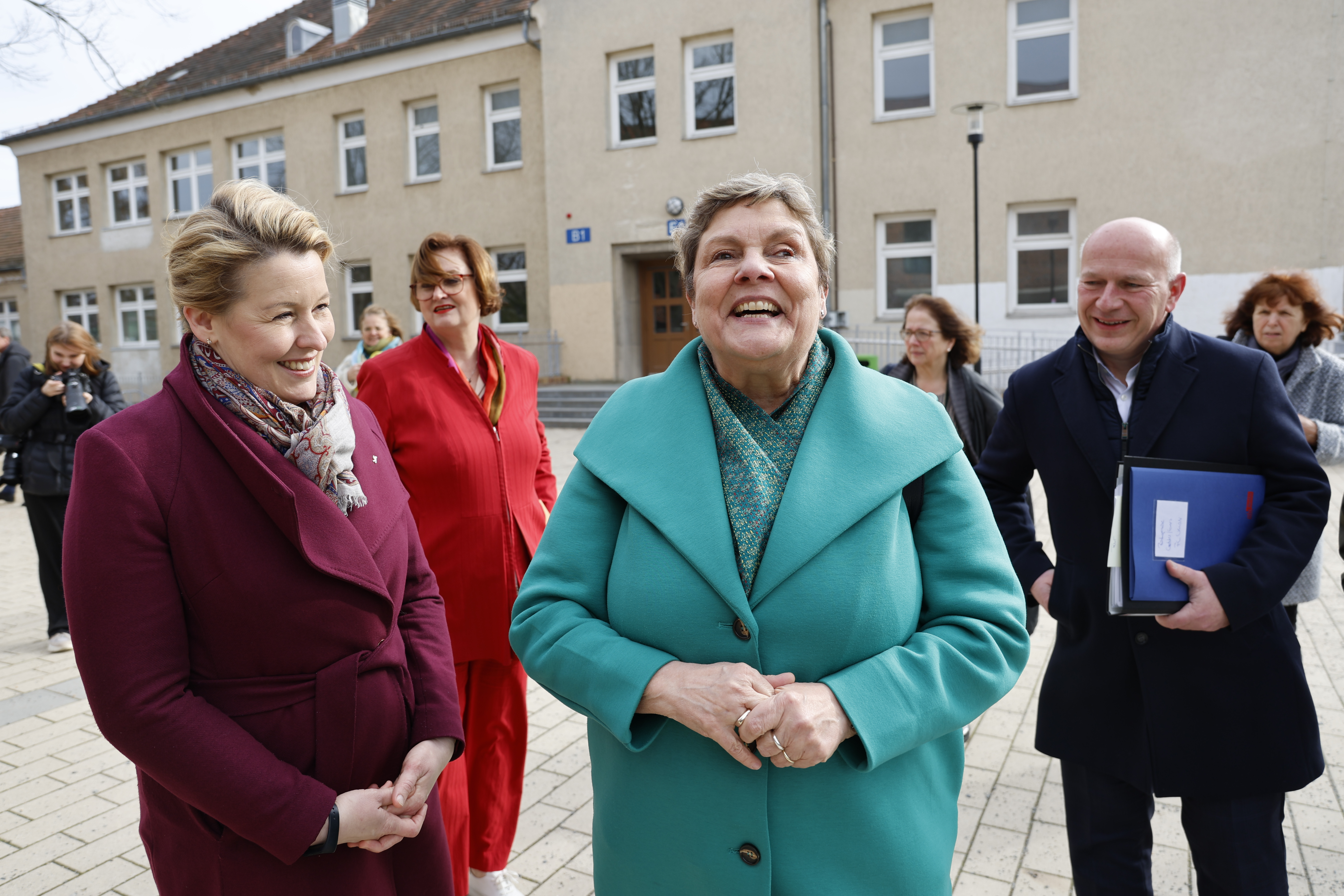
Von links nach rechts: Franziska Giffey, Karin Korte, Kai Wegner (2024)

Im Dezember 2017 gab Korte ihre Kandidatur als Neuköllner Bezirksstadträtin für Bildung, Schule, Kultur und Sport bekannt, nachdem der bisherige Amtsinhaber seinen Rücktritt erklärt hatte. Am 26. Januar 2018 wurde sie von der Neuköllner SPD offiziell nominiert. Die Wahl zur Stadträtin in der Bezirksverordnetenversammlung erfolgte am 28. Februar. Wegen der Unvereinbarkeit mit der Mitgliedschaft im Abgeordnetenhaus hat Korte ihr Parlamentsmandat niedergelegt. Ihre Nachfolgerin im Abgeordnetenhaus war Nicola Böcker-Giannini.
Nach den Berliner Wahlen im September 2021 blieb sie Bezirksstadträtin und übernahm am 4. November 2021 die Geschäftsbereiche Bildung, Kultur und Sport.